# درو گرفین
درو گرفین (انگلیسی: Drew Griffin; ۲۱ اکتبر ۱۹۶۲ – ۱۷ دسامبر ۲۰۲۲) روزنامه‌نگار اهل ایالات متحده آمریکا بود. او برنده چندین جایزه امی و پیبادی برای مجری‌گری در سی‌ان‌ان شد، به ویژه برای پوشش دادن به توفند کاترینا در سال ۲۰۰۵، تحقیقاتی که منجر به جنجال اداره بهداشت کهنه سربازان در سال ۲۰۱۴ شد.

## اوایل زندگی و شغل
گریفین در ۲۱ اکتبر ۱۹۶۲ متولد شد، پدرش مایکل و مادرش جودیت گریفین بودند که به ترتیب یکی مهندس عمران و دیگری وکیل بود. او در دانشگاه ایلینوی اربانا-شمپین، در رشته ارتباطات به تحصیل پرداخت.
گریفین کار خود را در تلویزیون دبلیوآی‌سی‌دی در ایلینوی آغاز کرد، قبل از منتقل شدن به فلوریدا، کارولینای شمالی، کارولینای جنوبی و واشینگتن، دی.سی. به مدت ده سال به عنوان گزارشگر تحقیقی در شبکه خبری سی‌بی‌اس ۲ در لس آنجلس به کار اشتغال داشت. او در می ۲۰۰۴ به سی‌ان‌ان پیوست.
در سپتامبر ۲۰۰۵، گریفین به‌دنبال پیامدهای توفند کاترینا در نیواورلئان، این واقعه را پوشش خبری داد. گزارش‌های گریفین در مورد غارت توسط برخی از افسران پلیس باعث تحقیقات پلیس شد. او همچنین داستان‌هایی را دربارهٔ مرگ و میر در خانه سالمندان پس از کاترینا بیان کرد. گریفین در همراهی با سی‌ان‌ان جایزه پیبادی را برای پوشش توفند کاترینا دریافت کرد.
در سال ۲۰۱۴، گریفین تحقیقاتی را در مورد تأخیر در مراقبت‌های ویژه پزشکی در سیستم بهداشتی اداره سلامت کهنه سربازان پوشش داد که نداشتن مراقبت منجر به مرگ حداقل ۱۹ بیمار شد. در نهایت اریک شینسکی، وزیر ویرجینیا پس از پوشش خبری این رسوایی استعفا داد. چند سال بعد، گریفین موارد تجاوز جنسی شامل رانندگان شرکت اشتراک‌گذاری سواری، اوبر را پوشش خبری داد.
از جمله آخرین کارهای قابل توجه او، پوشش رویدادهای پس از حمله ۶ ژانویه به ساختمان کنگره ایالات متحده آمریکا در سال ۲۰۲۱ بود.

## جوایز
گریفین در سال ۲۰۰۵ به خاطر گزارشگری مالی و تجاری برای گزارش‌هایش در مورد نقص خودروهای شرکت فورد موتور که باعث آتش گرفتن آنها می‌شد، جایزه امی را دریافت کرد. او دومین امی خود را در سال ۲۰۰۶ برای گزارش چگونه از بانک سرقت کنیم، یک مستند برای پخش سی‌ان‌ان دریافت نمود، و سومین امی خود را در سال ۲۰۰۷ برای گزارش مخارج پنهان دریافت کرد، گزارشی در مورد هزینه‌های کنگره که به عنوان گزارش بخشی از اندرسون کوپر در ۳۶۰ درجه پخش شد. بحران در ویرجینیا، که داستان رسوایی‌های زمان انتظار پنهانی و مرگ و میر در بیمارستان‌های ویرجینیا در سراسر کشور را منتشر کرد، به همین منظور در سال ۲۰۱۵ جایزه پیبادی را به دست آورد. چهارمین امی او در سال ۲۰۱۷ برای کلاهبرداری در دانشگاه ترامپ، مدرسه املاک و مستغلات ترامپ. در مورد شیوه‌های کلاهبرداری در پشت دونالد ترامپ به او اهدا شد.

## زندگی شخصی و مرگ
گریفین اهل شیکاگو، ایلینوی بود. او و همسرش مارگوت صاحب سه فرزند شدند. گرفین در منطقه شهری آتلانتا زندگی می‌کرد و در ۱۷ دسامبر ۲۰۲۲ در سن ۶۰ سالگی بر اثر سرطان در خانه خود درگذشت.